# خط توزای
خط توزای (به ژاپنی: 東京地下鉄東西線 Tōkyō Chikatetsu Tōzai-sen) یکی از خطوط متروی توکیو است. این خط از ایستگاه ناکانو، واقع در ناکانو شروع شده و به ایستگاه نیشی فوناباشی (西船橋駅 Oshiage-eki) واقع در استان چیبا خاتمه می‌یابد. در حال حاضر این مسیر دارای ۲۳ ایستگاه می‌باشد. علامت مشخص کنندهٔ این خط به شکل  می‌باشد.